# Przeszczepienie rogówki

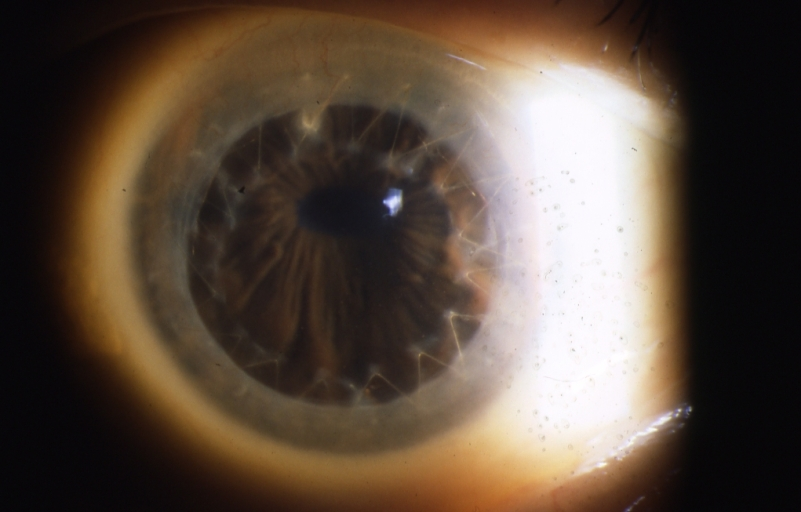
Przeszczep rogówki

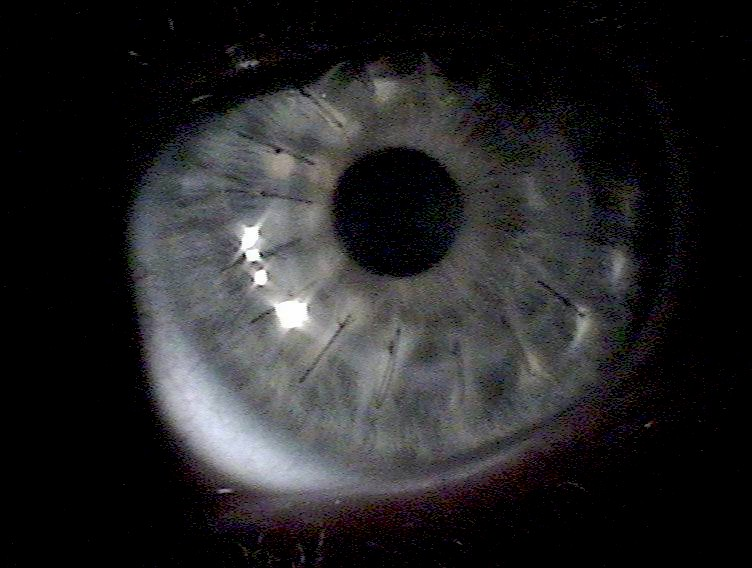
Inny przeszczep rogówki, około tydzień po zabiegu. Liczne refleksy światła wskazują na fałdy na rogówce, które później ustąpiły.

Przeszczepienie rogówki (żargonowo: przeszczep rogówki), keratoplastyka drążąca – procedura chirurgiczna, w której uszkodzona lub zniszczona przez chorobę rogówka jest wymieniana na tkankę rogówki dawcy, pobraną od niedawno zmarłej osoby. Dawca  nie może być chory na chorobę mającą wpływ na żywotność przeszczepianej tkanki. 
Zabieg jest wykonywany przez lekarzy okulistów specjalizujących się w chirurgii narządu wzroku. W krajach wysoko rozwiniętych procedura przeszczepienia rogówki jest często wykonywana w warunkach ambulatoryjnych i pacjent wychodzi do domu niedługo po operacji.
Udział przeszczepień zakończonych powodzeniem jest największy wśród wszystkich zabiegów przeszczepiania tkanek. Jest to niezwykle ważne w świetle danych Światowej Organizacji Zdrowia, z których wynika, że schorzenia rogówki są jedną z najczęstszych przyczyn ślepoty na świecie (według  amerykańskiego Vision Share Consortium of Eye Banks cierpi na nie ponad 10 mln ludzi).
Pierwszą udaną operację przeszczepienia rogówki wykonał austriacki lekarz okulista Eduard Zirm. Miała ona miejsce w Ołomuńcu 7 grudnia 1905
.